# Теоремы Томсона и Тета
Теоремы Томсона и Тета ― формулируют условия, необходимые для того, чтобы можно было стабилизировать гироскопическими силами неустойчивую потенциальную систему. Были доказаны в 1879 г.. Пользуясь теоремой Томсона и Тета, можно исследовать
устойчивость волчка, системы инерциальной навигации и гироскопического однорельсового вагона.

## Первая теорема Томсона и Тета
Если неустойчивость невозмущенного движения потенциальной системы имеет нечётную степень, то стабилизировать движение нельзя
никакими гироскопическими силами.

## Вторая теорема Томсона и Тета
Если невозмущенное движение {\displaystyle z=0} и {\displaystyle {\dot {z}}=0} потенциальной системы устойчиво, то при добавлении произвольных гироскопических и диссипативных сил (не обязательно полной диссипации) устойчивость движения сохраняется.

## Третья теорема Томсона и Тета
Если невозмущенное движение {\displaystyle z=0} и {\displaystyle {\dot {z}}=0} устойчиво при одних потенциальных силах, то оно становится асимптотически устойчивым при добавлении произвольных гироскопических и диссипативных сил с полной диссипацией.

## Четвёртая теорема Томсона и Тета
Невозмущенное движение {\displaystyle z=0} и {\displaystyle {\dot {z}}=0}, неустойчивое под действием потенциальных сил, остаётся неустойчивым при добавлении произвольных гироскопических и диссипативных сил с полной диссипацией.

## Пояснения
Степенью неустойчивости называется число отрицательных коэффициентов {\displaystyle c_{k}} в системе {\displaystyle s} уравнений {\displaystyle {\ddot {z_{1}}}+c_{1}z_{1}=0,...{\ddot {z_{s}}}+c_{s}z_{s}=0}, описывающей движение возмущённой системы.
Гироскопическими называются силы {\displaystyle F=G{\dot {x}}}, линейно зависящие от скоростей и имеющие кососимметрическую матрицу коэффициентов {\displaystyle G=\left\|g_{kj}\right\|}
Диссипативными называются силы {\displaystyle F=B{\dot {x}}}, линейно зависящие от скоростей и имеющие симметрическую матрицу коэффициентов {\displaystyle B=\left\|b_{kj}\right\|}, такую, что квадратичная форма {\displaystyle F={\frac {1}{2}}B{\dot {x}}\cdot {\dot {x}}} положительна.